# Административно деление на Белиз
Белиз е разделена на 6 окръга, които съставляват 31 избирателни колегии (избирателни района).
6-те окръга са:
1. Окръг Белиз,
2. Окръг Кайо,
3. Окръг Коросал,
4. Окръг Ориндж Уолк,
5. Окръг Стан Крийк
6. Окръг Толедо